# Љоскавац
Љоскавац (Physalis alkekengi) зељаста је трајница изузетно декоративних, јестивих плодова. Једна је од малобројних врста из породице помоћница (Solanaceae) која расте у Европи. Некада су се плодови љоскавца далеко више користили у исхрани, док је данас код нас готово заборављен. Код нас има велики број народних назива, од којих су неки: мјехурица, пљускавац, поганчева трава, бебичњак, виноградска михуричина, воскавац, вучја јабучина, госпина јагодица, дивља паприка, змијино грожђице, зрниш, мауница, међеђе јагоде, мјехурица, чифутска трешња и други.

## Распрострањеност
Љоскавац је од природе широко распрострањен у већем делу Европе (Средња, Јужна и Источна Европа), све до умерених и тропских делова Азије (Кавказ, Кина, Средња и западна Азија, Индијски подконтинент). Такође успешно расте широм света, у областима умереног појаса, где је натурализован.

## Опис врсте
Љоскавац је трајна зељаста биљка висине 30 до 80 цм, али може достићи висину и до 100 центиметара. Одликује се водоравним, чланковитим и разгранатим подземним стаблом − ризомом. Стабљика је усправна, проста и разграната, у горњем делу покривена кратким длакама.
Листови су јајасти, дуги 5−7 цм, на дугим лисним петељкама. По ободу су таласасти и неједнако и плитко урезани. Врх листа је зашиљен. Листови су са проређеним кратким длакама, при врху стабљике их има обично по 2, при основи по један у пршљену, могу бити ромбично јајасти, али ређе, дуги до чак 15 центиметара, широки од 1.8 до 8.5 центиметара, по ободу размакнуто и усечени ситно, при основи се постепено сужавају у дршку.
Цветови су звонасти, беличасте боје, при основи зелени. Личе на цветове кромпира. Стоје појединачно, на кратким петељкама, повијени према доле. Цвета од маја до октобра. Плод је врло лепа, лоптаста, сочна и сјајна бобица, наранџасто црвене боје. Величине је трешње, јестива, најчешће пријатног укуса. Омотана је хартијастом, набреклом, мехурастом, црвено наранџастом и врло декоративном чашицом. Чашица обликом подсећа на лампион. Почињу да сазревају крајем лета и у рану јесен. У плодовима се налази велики број беличастог семена.

## Станиште
Најчешће се јавља у појасу храстових шума, по шибљацима, шумама, крчевинама, пожариштима, као коров у виноградима, баштама, њивама, поред пута, ограда, на насипима, рушевинама. Најбоље успева на земљишту богатом кречом.
- Лист
- Цвет
- Плод крајем лета, у зрелој чашици
- Плод током зиме, у сувој чашици

## Употреба
Љоскавац је познат као самоникло воће, лековита биљка, а понекад се може срести и у вртовима, као декоративна врста. Боја плода потиче од каротеноида физалиена. У бобицама га има 0,005 мг у 100 г, а у чашици око 250 пута више. У чашици има изузетно много витамина C, више од 800 мг у 100 г, док га у бобицама има најмање 100 мг (по неким ауторима и до 400 мг). У бобицама има лимунове киселине (од које потиче њихов пријатан и освежавајући укус), шећера и врло мало недовољно испитаног алкалоида.
Бобице љоскавца су слаткасто киселкастог укуса, али по мало горке. Сочне су и укусне и некада су их, као окрепљујућу, самониклу посластицу радо користили земљорадници и чобани. Иако је данас и даље веома распрострањена, ретко се користи за исхрану. Могу се јести сирове, само треба пазити да не дођу у додир са мехурастом чашицом која је, као и сви други делови биљке осим плода, отровна (и незрели плодови могу садржати веома мале количине отровних материја, па неки аутори сматрају да одрасла особа не би требало дневно да конзумира више од 30 бобица). Сирове бобице користе се са шећером, као састојак воћних салата. Од њих се могу справљати укусни џемови и компоти, или се додају различитим посластицама. Нагорак укус губи се када се свеже бобице замрзну.
Љоскавац се од давнина користи у народној медицини као лековито средство. Употребљава се зрео плод без чашице, ређе цела биљка (Alekengi fructus et herba). за справљање лековитих средстава користе се суви плодови, који се суше попут осталог воћа. Моћан је диуретик и вековима се употребљава за лечење мокраћних путева, камена у бубрезима и гихта. Делује и као лаксатив. Садржи лимунску киселину, шећере и у траговима алкалоид.

## Опште распрострањење
У Европи, нарочито средњој и јужној, Азији, а пренета је и у Северну Америку. Припада субмедитеранском флорном елементу.